# 35356 Вондрак
35356 Вондрак (35356 Vondrák) — астероїд головного поясу, відкритий 25 вересня 1997 року.
Тіссеранів параметр щодо Юпітера — 3,633.